# Delírios, Delícias
Delírios, Delícias é o décimo álbum de estúdio da cantora Simone, e foi lançado em setembro de 1983. Desse disco, "O Amanhã" (que foi samba-enredo da União da Ilha do Governador) tornou-se o grande sucesso. Vendeu 250 mil cópias nos primeiros meses após o lançamento, conquistando um disco de platina.

## Faixas
| N.º | Título                           | Compositor(es)                        | Duração |  |
| 1.  | "Depois das Dez"                 | Tunai, Sérgio Natureza                | 4:04    |  |
| 2.  | "Retiro (com Paulinho da Viola)" | Paulinho da Viola                     | 2:36    |  |
| 3.  | "Liberdade"                      | Djavan                                | 4:02    |  |
| 4.  | "Contígo Aprendi"                | Armando Manzanero                     | 3:43    |  |
| 5.  | "Coração Aprendiz"               | Sueli Costa, Abel Costa               | 4:03    |  |
| 6.  | "Só de Amor"                     | Tunai, Sérgio Natureza                | 3:53    |  |
| 7.  | "Mulher da Vida"                 | Milton Nascimento, Fernando Brant     | 3:19    |  |
| 8.  | "Coisa Feita"                    | João Bosco, Aldir Blanc, Paulo Emílio | 3:31    |  |
| 9.  | "Paixão"                         | Kledir Ramil                          | 3:06    |  |
| 10. | "O Amanhã"                       | João Sérgio                           | 4:47    |  |